# Distretto di Phrom Khiri
Il distretto di Phrom Khiri (in thailandese: พรหมคีรี) è un distretto (amphoe) della Thailandia, situato nella provincia di Nakhon Si Thammarat.